# Banff Primary School
Die Banff Primary School ist die Grundschule der schottischen Kleinstadt Banff in der Council Area Aberdeenshire. Ihr Hauptgebäude wurde 1972 in die schottischen Denkmallisten in der höchsten Denkmalkategorie A aufgenommen.

## Geschichte
Im Jahre 1544 wurde in Banff eine weiterführende Schule gegründet. Aus dieser ging 1786 die Banff Academy hervor. Der auf Grenada erfolgreiche aus Banff stammende James Wilson stiftete der Banff Academy einen Neubau, der 1837 fertiggestellt wurde. Für den Entwurf zeichnet der schottische Architekt William Robertson verantwortlich. Die Banff Primary School nutzt dieses Gebäude seit dem Umzug der Banff Academy. 2002 erhielt die Schule einen Neubau an der Rückseite des historischen Gebäudes.

## Schulbetrieb
Das Einzugsgebiet der Grundschule erstreckt sich über Banff und die südlich gelegenen Ortschaften. Rund 350 Schüler und 70 Vorschüler besuchen die Schule, die von rund 30 Lehrkräften betreut werden (Stand: 2019). Als Fremdsprache ist Französisch verpflichtend. Gälisch-Unterricht kann auf Antrag angeboten werden.
Die Banff Primary School war die erste Schule in Aberdeenshire, die in öffentlich-privatwirtschaftlicher Kooperation gebaut wurde und betrieben wird. Vertragsnehmer ist die Robertson PLC.

## Beschreibung
Die rund 47 m lange klassizistische Hauptfassade weist nach Südosten. Sie verläuft entlang der Institution Terrace. Mittig tritt aus der 15 Achsen weiten Fassade ein fünf Achsen weiter ionischer Portikus heraus. Die beiden Eckrisalite sind mit kompositen Pilastern verziert. Entlang der Hauptfassade ist das Natursteinmauerwerk aus Sandstein sichtbar, während die Gebäuderückseite mit Harl verputzt ist. Das Gebäude schließt mit einem flach geneigten, schiefergedeckten Walmdach.